# Ethoiulus cyaneus
Ethoiulus cyaneus är en mångfotingart som beskrevs av Chamberlin 1920. Ethoiulus cyaneus ingår i släktet Ethoiulus och familjen Parajulidae. Inga underarter finns listade i Catalogue of Life.